# Nabilonă
Nabilona este un canabinoid sintetic utilizat ca medicament antiemetic și ca adjuvant în tratamentul durerii neuropate. Prezintă o structură similară cu tetrahidrocanabinolul.
Pentru efectul antiemetic, este utilizată în tratamentul greții și al vărsăturilor induse de chimioterapie.